# Chełm
Chełm là một thị trấn thuộc huyện Chełm, tỉnh Lubelskie ở đông-nam Ba Lan. Thị trấn có diện tích 35 km². Đến ngày 1 tháng 1 năm 2011, dân số của thị trấn là 67324 người và mật độ 1908 người/km².